# Al-Mahani
Abu-Abdullah Muhammad ibn Īsa Māhānī foi um matemático e astrônomo persa  de Mahan, Kermān, Pérsia.
Uma série de observações de eclipses lunares e solares e de conjunções planetárias, feitas por ele de 853 d.C. a 866 d.C., foi de fato usada por Ibn Yunus.
Escreveu comentários sobre Euclides e Arquimedes e melhorou a tradução de Ishaq ibn Hunain dos Esféricos de Menelau de Alexandria. Tentou inutilmente resolver um problema arquimedeano: para dividir uma esfera pelo recurso de um plano em dois segmentos sendo uma dada proporção de volume. Aquele problema conduziu a uma equação cúbica,
{\displaystyle x^{3}+c^{2}b=cx^{2}}
que os escritores muçulmanos chamaram de equação de al-Mahani.